# San Diego Open 1998
Il San Diego Open 1998 è stato un torneo di tennis giocato sul cemento. 
È stata la 20ª edizione del torneo di San Diego, che fa parte della categoria Tier II nell'ambito del WTA Tour 1998
Si è giocato a San Diego negli USA dal 2 all'8 agosto 1998.

## Campionesse

### Singolare
Lindsay Davenport ha battuto in finale  Mary Pierce con il punteggio di 6–3, 6–1

### Doppio
Lindsay Davenport /  Nataša Zvereva hanno battuto in finale  Alexandra Fusai /  Nathalie Tauziat con il punteggio di 6–2, 6–1